# Macera della Morte
Macera della Morte este o arie protejată (arie specială de conservare — SAC, sit de importanță comunitară — SCI) din Italia întinsă pe o suprafață de 465 ha, integral pe uscat.

## Localizare
Centrul sitului Macera della Morte este situat la coordonatele 42°42′38″N 13°20′25″E / 42.710556°N 13.340278°E.

## Înființare
Situl Macera della Morte a fost declarat sit de importanță comunitară în iunie 1995 pentru a proteja 1 specie de plante și 6 specii de animale. Situl a fost protejat și ca arie specială de conservare în aprilie 2016.

## Biodiversitate
Situată în ecoregiunea continentală, aria protejată conține 4 habitate naturale: Pajiști alpine și boreale, Păduri de fag din Apenini cu Taxus și Ilex, Liziere de ierburi înalte hidrofile de câmpie și de nivel montan până la alpin, Formațiuni ierboase bogate în specii de Nardus, dezvoltate pe substraturi silicioase în zone montane (și în zone submontane, în Europa continentală).
La baza desemnării sitului se află mai multe specii protejate:
- plante (1): Himantoglossum adriaticum
- păsări (5): acvilă de munte (Aquila chrysaetos), șorecarul comun (Buteo buteo), vânturel roșu (Falco tinnunculus), Prunella collaris, Pyrrhocorax pyrrhocorax
- mamifere (1): lupul (Canis lupus)

Pe lângă speciile protejate, pe teritoriul sitului au mai fost identificate 1 specie de plante.